# 彼得·恰瓦利亚
彼得·恰瓦利亚（英語：Peter Ciavaglia，1969年7月15日—），美国男子冰球运动员，场上位置是前锋。他曾代表美国国家队参加1994年冬季奥林匹克运动会冰球比赛，获得第8名。